# Toon Kortooms
Antonius Johannes Kortooms (Deurne, 23 februari 1916 – Bloemendaal, 5 februari 1999) was een schrijver van circa dertig romans, verhalenbundels en kinderboeken, journalist en docent Nederlands.

## Levensloop
Kortooms werd in Deurne geboren, als zevende kind in een gezin met veertien kinderen dat door de omgeving 'Circus Kortooms' werd genoemd. Zijn vader beheerde een turfstrooiselfabriek en veenderij. Op de lagere school in Griendtsveen bleek zijn schrijftalent, toen hij elke opstelwedstrijd won. Kortooms volgde de middelbare school en de onderwijzersopleiding in Venlo en gaf van 1939 tot de Tweede Wereldoorlog les aan de St. Jozefschool in Helmond.
Na de oorlog werkte hij acht jaar als journalist bij het Dagblad Oost-Brabant. Vanaf 1953 was hij redacteur bij diverse weekbladen, onder andere Panorama. In 1946 trouwde Toon Kortooms met Mijkje (Mie) Arts. Ze kregen twee kinderen: Rosemarie en Ingrid, die later redactrice werd bij Weekend. In 1954 verhuisde Kortooms met zijn gezin naar Bloemendaal. Hij werd in 1985 benoemd tot Ridder in de Orde van Oranje-Nassau.
Van zijn boek Beekman en Beekman werden volgens zijn uitgeverij Gottmer meer dan twee miljoen exemplaren verkocht. Dat maakt het boek tot de best verkochte roman in Nederland ooit. Help! De dokter verzuipt... (1968) stond mede dankzij de verfilming van het boek in 1974 anderhalf jaar lang als nummer 1 op de bestsellerlijst.
Kortooms' romans speelden zich vooral af in de Brabantse Peel en zijn vaak gebaseerd op eigen ervaringen. Boeken van Toon Kortooms zijn onder meer vertaald in het Frans, Duits, Portugees en Tsjechisch.
Op zijn 75e verjaardag, in 1991, werd in zijn geboorteplaats Deurne voor de Openbare Bibliotheek aan de Harmoniestraat een bronzen buste van Kortooms onthuld, vervaardigd door Jos Reniers. Het opschrift luidt: Toon Kortooms schrijver - In zijn boeken is de Peel vereeuwigd.
Kortooms overleed op bijna 83-jarige leeftijd in zijn woonplaats Bloemendaal. Hij werd op donderdag 11 februari 1999 overeenkomstig zijn laatste wil begraven op de begraafplaats van Griendtsveen, in de Peel, waar zijn ouderlijk huis stond. Ook zijn broer Walter ligt hier begraven.

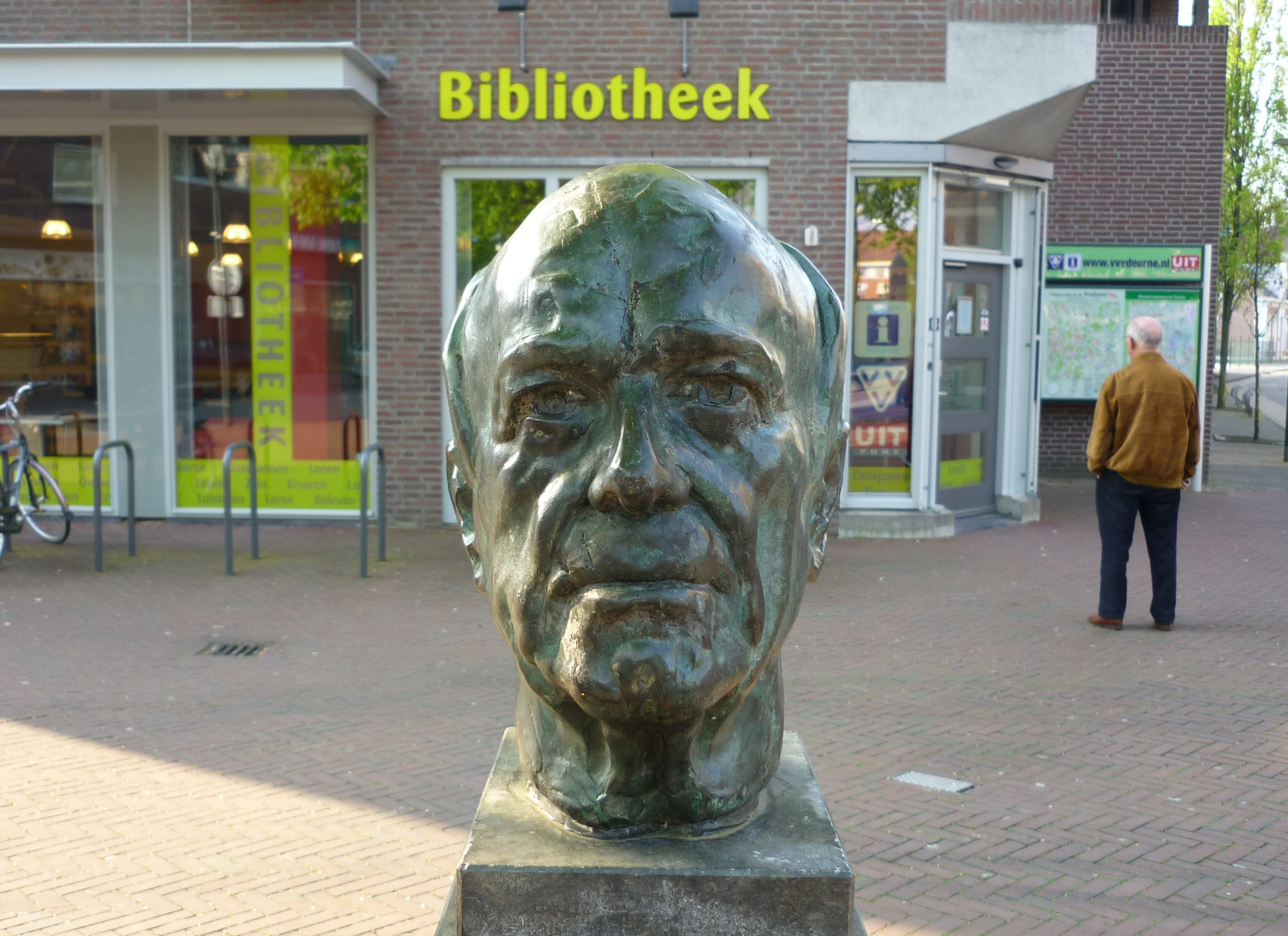
Kop van Toon Kortooms in Deurne.

Op 28 december 2009 werd in Deurne het Toon Kortooms Park geopend. Dit park omvat een museum, theetuin en een blotevoetenpad. De openingshandeling werd verricht door Mia Kortooms-Arts, de weduwe van Kortooms.
In januari 2017 werd ter gelegenheid van de 100e geboortedag van Kortooms de Stadhoudersweg in Deurne hernoemd tot Toon Kortoomslaan. Dit gebeurde in aanwezigheid van beide dochters.

## Jubileumjaar
Vanwege de honderdste geboortedag van Toon Kortooms stond Deurne in 2016 in het teken van de streekromanschrijver. In Deurne vonden tal van activiteiten en evenementen plaats die speciaal in het teken stonden van de Deurnese schrijver. Het themajaar werd op 21 februari 2016 officieel geopend op het Toon Kortoomspark in Deurne. Het tv-programma Landinwaarts wijdde een uitzending aan het Toon Kortoomsjaar.
Van 23 oktober 2016 tot 26 februari 2017 was bij Heemkundekring H.N. Ouwerling te Deurne een tentoonstelling te zien rond leven en werken van Toon Kortooms.

## Werken

### Proza
- De gebroeders Beekman (1946)
- Liefde in Peelland (1947)
- De zwarte plak (1948)
- Beekman en Beekman. Brabantse roman (1949)
- De mannen Beekman. Brabantse roman (1949))
- De kleine emigratie (1951)
- Parochie in de Peel (1954)
- Deze jongeman. Belevenissen van een zondagskind (1952)
- Beekman en Beekman (Beekman en Beekman/De mannen Beekman) (1953)
- Dit zwarte goud (1955)
- Mijn kinderen eten turf (1959)
- Omnibus (Liefde in Peelland/De kleine emigratie/Parochie in de Peel) (1960)
- Zon over de Peel en andere verhalen (1966)
- Help! De dokter verzuipt... (1968)
- Peel-omnibus (De verstoteling/Landelijke eenvoud/Het goud van de Peel) (1969)
- Omnibus (Beekman en Beekman/De mannen Beekman/Deze jongeman) (1970)
- En nu de keuken in. Het boeiende en bewogen verhaal van de Tsjechische vluchteling Antonin Barta (1971)
- Omnibus (Help! de dokter verzuipt/En nu de keuken in) (1973)
- Turf in m'n ransel (autobiografisch) (1974)
- Help! De dokter verzuipt (1974) Filmeditie met 8 pagina's over het tot stand komen van de film incl. 47 foto's uit en over de film
- Laat de dokter maar schuiven (1975)
- Mijn oom Theodoor (1978)
- Als beminnen zondig is... (1979)
- Dokter in de Peel (Help! De dokter verzuipt/Laat de dokter maar schuiven) (1979)
- Laat de dokter maar opkrassen (1980)
- Hallo tegenvoeter! (1981)
- Toon Kortooms omnibus (Deze jongeman/Zon over de Peel/En nu de keuken in) (1981)
- Dokter Angelino-trilogie (Help! De dokter verzuipt/Laat de dokter maar schuiven/Laat de dokter maar opkrassen) (1982)
- Een nieuwe wereld voor Hendrik van Ham. De held van 'Beekman en Beekman' komt uit (1983)
- Ga jij maar schaatsen opa... en andere verhalen (1984)
- Onze Leo (1985)
- Heintje, hondje, hoedje (1986; ISBN 90-257-1998-8) over Hein Fentener van Vlissingen
- Omnibus (verhalen) (1986)
- Mijn vrouw kan weer lopen (1987)
- Toon Kortooms omnibus (Mijn kinderen eten turf/Liefde in Peelland) (1987)
- Ik dank u voor uw aandacht (1988)
- Gerda... een stuk onderweg (1989)
- Omnibus (De kleine emigratie/Dit zwarte goud) (1989)
- Zo gewonnen (Onze Leo/Heintje, hondje, hoedje) (1989)
- Patertje Pispaal (1990)
- Toon Kortooms vertelt... Verzamelde verhalen (1991)
- Het gouden Jantje (memoires) (1992)
- Terug naar Beekman en Beekman (1994)
- In m'n hemd (memoires) (1995)
- Leven als de bliksem (memoires) (1995)
- Arme rijken (memoires) (1997)
- Zij die van wijken weten (regionale kruisvereniging Peelland) (1988)
- De Peelschipper (2005)
- Gouden turven (2009)

## Kinderboeken
- Faaske: deel 1: In het land der Peelreuzen (stripverhaal, tekeningen van Obé) (1946)
- Faaske: deel 2: Hoofdman der Peelreuzen (stripverhaal, tekeningen van Obé) (1946)
- In wonderland (stripverhaal, tekeningen Frans Piët) (1957)
- Op vakantie (stripverhaal, tekeningen Frans Piët) (1958)
- Op zoek naar de zwarte ridder (stripverhaal, tekeningen Frans Piët) (1960)
- De avonturen van Dik Doruske en Dun Drieske. een humoristisch verhaal voor de jeugd (1967)
- Dik Doruske en Dun Drieske en de pratende aap (1972) (Ingrid Kortooms)
- Dik Doruske en Dun Drieske, de wondersigaar (Ingrid Kortooms)
- Dik Doruske en Dun Drieske als klusjesmannen (Ingrid Kortooms)
- Dik Doruske en Dun Drieske en de pratende aap (Ingrid Kortooms)
- De avonturen van Dik Doruske en Dun Drieske (verzamelalbum) (1976)
- Dik Doruske en Dun Drieske in Dwaasland (1982)

## Verfilmingen / Toneelbewerkingen
- Help! De dokter verzuipt... werd in 1974 verfilmd door Nikolai van der Heyde, als Help, de dokter verzuipt!.
- Laat de dokter maar schuiven werd in 1979 verfilmd door Nikolai van der Heyde, onder de gelijknamige titel.
- Parochie in de Peel is in 2006 als toneelstuk uitgegeven bij Toneeluitgeverij Grosfeld B.V. in Berlicum. Auteur: Carl Slotboom.
- Deze jongeman is in 2006 als toneelstuk uitgegeven bij Toneeluitgeverij Grosfeld B.V. in Berlicum. Auteur: Carl Slotboom.